# Exopontonia
Exopontonia is een geslacht van kreeftachtigen uit de klasse van de Malacostraca (hogere kreeftachtigen).

## Soort
- Exopontonia malleatrix Bruce, 1988